# 김유진 (영화 감독)
김유진(1950년 11월 19일 ~ )은 대한민국의 영화 감독이다. 1986년 《영웅연가》로 감독 데뷔하였다.

## 학력
- 중앙대학교 연극영화학 학사

## 참여 작품
- 1986년 《영웅연가》
- 1988년 《시로의 섬》
- 1990년 《단지 그대가 여자라는 이유만으로》
- 1993년 《참견은 노 사랑은 오예》
- 1995년 《금홍아 금홍아》
- 1996년 《맥주가 애인보다 좋은 일곱가지 이유》
- 1998년 《약속》
- 2003년 《와일드 카드》- 감독, 제작, 기획
- 2008년 《신기전》

## 수상
- 1993년 제14회 청룡영화제 감독상 (참견은 노 사랑은 오예)
- 1986년 좋은 영화 선정 황금촬영상, 신인감독상